# Pretty Little Liars
Pretty Little Liars er en amerikansk tv-serie, der er produceret af ABC Family og som havde premiere første gang den 8. juni 2010. Serien er baseret på bogen af samme navn og er skrevet af Sara Shepard. Den første bog blev udgivet i 2006.
Serien handler om fire veninder, som bliver forfulgt af den anonyme A, der truer pigerne med at afsløre deres dybeste hemmeligheder. De fire piger, Emily Fields (Shay Mitchell), Spencer Hastings (Troian Bellisario), Hanna Marin (Ashley Benson) og Aria Montgomery (Lucy Hale) går på den lokale high school i den fiktive by Rosewood, Pennsylvania. Efter deres veninde Alison DiLaurentis (Sasha Pieterse) bliver fundet død, et år efter hendes forsvinden, begynder de at modtage anonyme tekstbeskeder fra en person, der kalder sig "A". A kender alle hemmeligheder, de nogensinde har fortalt til Alison og afpresser pigerne til at gøre forskellige ting. A overvåger pigerne og deres pårørende konstant og vedkommende ved altid, hvad de foretager sig.

## Handling

### Sæson 1
De fire bedste venner; Aria Montogomery, Emily Fields, Hanna Marin og Spencer Hastings mister kontakten, da deres klike-leder, Alison DiLaurentis, på mystisk vis forsvinder. Et år senere, begynder de at modtage beskeder fra den mystiske A, som truer med at fortælle deres mørkeste hemmeligheder; hemmeligheder som kun Alison kendte til. Aria er lige vendt tilbage fra Island efter et år, og føler sig ikke i stand til at tilgive sin far for at have været hendes mor utro. Hun finder også ud af, at hendes nye engelsklærer, Ezra Fitz, er den samme fyr, som hun dagen før kyssede på en bar. Hanna er nu skolens populære pige, sammen med den tidligere nørd, Mona Vanderwall. Begge piger laver butiksrøveri og senere bliver Hanna taget i at stjæle et par solbriller i en butik. Det resulterer i, at Hannas mor går i seng med betjenten for at få butikken til at trække tiltalen tilbage. Spencer har følelser for sin søsters, Melissa Hasting, nye forlovede, Wren Kingston. Emily bliver venner med en pige ved navn Maya St. Germain, som lige er flyttet ind i Alisons gamle hus. Senere bliver Alisons lig fundet begravet i sin egen baghave. Da løgnerne finder ud af, at A derfor ikke kan være Alison, begynder de deres undersøgelse for at finde den rigtige forfølger. Deres første mistænkte er Toby Cavanaugh, som tog skylden for det uheld, pigerne kalder for ”The Jenna Thing”. 
Efter Toby har reddet Emily fra et overfald fra hendes kæreste, Ben, bliver de to hurtigt gode venner. Emily mister mistanken om, at Toby kunne være Alisons morder. Emily og Maya begynder at date, og snart udvikler deres venskab sig til et forhold. Da Emily endelig beslutter sig for at fortælle hendes forældre om sin seksualitet, inviteres Maya til middag hos Emilys familie. Emilys mor har det meget svært med hele situationen, og beskylder Maya for at have ændret Emily. Ved at kigge i hendes taske, finder hun ud af at Maya ryger hash og får hende sendt i rehabilitering.  
Toby bliver arresteret for Alisons mord, men hævder, at han bare mødtes med hende for at takke hende, og så forsvandt hun igen. Det kommer frem, at Toby havde haft et seksuelt forhold til sin stedsøster, Jenna. Pigerne arrangerer et mindesmærke til ære for Alison, men det bliver desværre vandaliseret og ødelagt samme aften. Da politiet har et billede af Emily ved gerningsstedet, bliver hun hurtigt mistænkt for hærværket. Emily fortæller, at hun elskede Alison som mere end bare en ven, men at hun havde følt sig misbrugt af hende, hvilket får Detektiv Wilden til at give Emily skylden for Alisons mord. 
I mellemtiden prøver Aria at fortælle sandheden om hendes far til hendes mor, men ”A” gør det før hun selv når det. Da sandheden kommer frem, på den helt forkerte måde, bliver hendes forældre separerede, og moren flytter ud. Det får Mike, Arias lillebror, til at ændre adfærd. 
Melissa aflyser brylluppet, efter at have set sin forlovede kysse Spencer. Det leder til endnu flere konflikter mellem de to søstre.
Hanna prøver at få sin kæreste, Sean, til at glemme dengang hun var overvægtig, tøset og upopulær, men det går dog ikke som planlagt. 
Pigernes næste mistænkte er Noel Kahn, efter at Hanna så ham udspionere pigerne til Monas fødselsdagsfest. Hanna så også Noel skrive en besked på bagruden af Ezras bil, mens Aria også var derinde. Noel afpresser Ezra om hans forhold med Aria, som er hans elev men bliver selv erkleret skyldig for at have snydt i en eksamen af ”A”. 
Hanna og Sean slår op, efter at Hanna dansede natten lang med Lucas til skolebal. Det var nemlig ”A” der afpressede hende til at gøre det. Ian kommer tilbage til byen og finder sammen igen med Melissa, hvilket overrasker pigerne voldsomt.  
Emily vil i kontakt med Maya, men kan ikke komme det pga. den lange distance. Hanna søger hjælp fra Caleb, en hacker-dreng fra skolen, der kan fikse Emilys mobil så hun kan tale med Maya. Hun får efterhånden sympati for ham, da hun finder ud af at han er fattig og hjemløs. Hun udvikler stille og roligt et venskab til ham. Hun inviterer ham til at bo hos hende, i al hemmelighed. De kysser og får sig en salgs forhold, men Hanna slår op, da hun finder ud af at han arbejder for Jenna. 
Emily møder Paige, en holdkammerat fra hendes svømmehold og Emily bringer følelser frem i Paige. Det viser sig, at hun også er en lesbisk kvinde. De begynder så at date, men Paige vil gerne holde det hemmeligt, da hun ikke er kommet ud til hendes forældre. De slår op for Emily vil ikke have det hemmeligt. Emily møder derefter Samara som hun begynder at date. 
Pigerne finder så ud af, at Ian var den dreng som Alison mødtes med den nat hun forsvandt, og mistænker ham for at have dræbt hende. Efter at de finder flere spor, får de hjælp fra politibetjenten Garret, som opsætter en plan til at afpresse Ian. Det gik dog ikke, da Ian sendte en anden mand til det aftalte mødested. Spencer bliver så konfronteret af Ian i kirken, han løber efter hende op i klokketornet. Hun har nemlig et usb-stik med beviser på, at han dræbte Alison. Han prøver at dræbe hende, men bliver selv skubbet ned af en mystisk person og dør. 

### Sæson 2
Første afsnit blev sendt 14. juni 2011. Der er 25 episoder i sæsonen.
Pigernes hverdag er blevet stærkt påvirket af mordet på deres veninde Alison. De modtager stadig beskeder fra den ukendte "A", som ved alt om dem, hvilket gør at "A" kender alt til de forfærdelige ting, de har gjort i deres fortid sammen med Alison. Den anden sæson begynder, hvor første sæson slutter, hvor Spencers svoger, Ian Thomas (Ryan Merriman), er formodet at være blevet myrdet i kirkens tårn, og samtidig være anklaget for have myrdet Alison. de finder også ud af, at det var Mona Vanderwall der var "first A"
sidste afsnit, episode 25, blev sendt 19. marts 2012.

### Sæson 3
Sæsonens første afsnit blev sendt d. 5. juni 2012, og starter med, at det er 5 måneder efter opdagelsen af, at Mona Vanderwall (Janel Parrish) er "A". Mona var Hannas bedste veninde, og derfor er det meget chokerende, at hun har været den person, som har manipuleret med dem. 
Første halvdel af sæsonen omhandler pigernes undersøgelse af, om Garrett Reynolds (Yani Gellman) er involveret i mordet af Alison, da han var Maya St. Germains (Bianca Lawson) morder, hvilket skete i sidste episode i sæson 2. Der sker så meget at Spencer bliver sindssyg. 
Anden halvdel af sæsonen omhandler dilemmaet med at er endnu en 'A', og slutter med at en ukendt person som altid bærer en rød jakke, og derfor kaldet 'Red Coat', forfølger Hanna, Emily, Spencer og Aria. Sæsonafslutningen, episode 24, blev sendt d. 19 marts 2013.

### Sæson 4
Første afsnit i sæson 4 blev sendt 11. juni 2013. Sæsonen starter med en sær episode, hvor Mona er fortælleren, og fortæller alle vigtige ting der er sket de sidste 3 sæsoner. den første "rigtige episode" starter hvor sæson 3 sluttede. I denne blev Hanna, Aria, Spencer, Emily og Mona reddet af den mystiske person 'Red Coat', fra Spencers families store feriehus, da det brændte. Spencer, Hanna og Mona mener alle, at de så Alison i live, og faktisk være den mystiske person, 'Red Coat', da huset var i brand. Sæsonen omhandler primært spørgsmålet om Alisons forsvinden og død, og om hun egentlig er i live eller ej. Sæsonen holder en pause, inden den fortsætter med afsnit 14 d. 7. januar 2014, hvor man finder ud af, at Alison er i live. Alison prøver at komme i kontakt med Emily, for Alison stoler ikke på de andre piger, indtil Emily forråder hende ved at sige alt om deres aftale til Spencer, og derfor kommer Alison ikke til Emily længere men i stedet til Shana, som boede ved siden af Alisons bedsteforældre. Alison beder Shana om at få fat i Alisons penge, så Alison kan leve 
. 
Sidste afsnit i sæsonen er episode 24 og blev vist den 18 marts. Den handler om Alison der fortæller alt om natten hvor hun forsvandt, den slutter med at de næsten finder ud af hvem A er, men A stikker af og har skudt Ezra, om han er død eller ej får vi først og se i sæson 5, som bliver vist den 10 juni 2014. Alisons mor Jessica Dilaurentis ser vi også blive begravet. Detective Wilden bliver dræbt, og Hannahs mor (Ashley Marin) får skylden. til detective Wilden dukker en ny "A" op: Black Widow også (kendt som Black Veil) hun har Spidse 5- centimeter høje sorte sko på, en sort kjole der når til lige under knæene og har en nedre v- udskæring, og et sort blonde skørt over hovedet. Løgnerene tager også til Ravenswood, "A" kører en bil ind i Emilys hus og A får næsten Emilys mor i fængsel.

### Sæson 5
Det første afsnit i sæson blev sendt 10. juni 2014.
Der er et juleafsnit, hvilket der ikke plejer at være.
i sæsonen finder vi ud af om Ezra er død, eller ej.
Alison vender også tilbage til Rosewood, selvom hun stadig er nervøs for "A", for the "A"- team prøver at dræbe hende
Mona (TIDELIGERE A) dør. i slutningen af sæson 5, bliver "the liars" lukket inde i et dukkehus, hvor det viser sig at Mona ikke er død. dukkehuset rum er indrettet som Emily, Aria, Spencer, Hannah og Monas værelser, som hver og en har et video overvågningsystem. Alison kommer også i fængsel for mordet på Mona, og Bethany Young (pigen i Alisons grav) Alison lyver også om at hun blev kidnappet af en mand ved navn Cyrus Petrillio, som A senere sætter ild til.

### Sæson 6
Sæson 6 af Pretty Little Liars har premiere i Juni 2015 og vil have at gøre med Charles DiLaurenits mysteriet. løgnerne slipper fri til "charles" bal. de sidder så, inhegnet, i 4 dage uden vand, og mad. Charles fanger  dem så igen, og de næste 3 uger bliver de udsat for tortur. de kommer fri, og i episode 10 finder man ud af hvem Charles er. de sidste 10 episoder er 5 år ude i fremtiden. det bliver afsløret, at Cece Drake er Charles,og at Sara Harvey er Black Widow og Red Coat. I anden del af sæson 6, er der en ny " Big bad" som ikke bare leger med dem, men prøver på og dræbe dem. Alison er blevet gift, Aria er ikke længere sammen med Ezra, Hanna er blevet forlovet, med en der ikke er Caleb og Emily er single. Anden del bliver sendt d. 11/1 2016

### Sæson 7
Det blev annonceret at Pretty Little Liars også ville få en syvende sæson. Det ville dog blive den sidste.
I den syvende og sidste sæson af Pretty Little Liars, finder vi ud af at Spencers mor er Mary Drake, som er Jessica Dilaurentis' tvilling. Det vil altså sige, at Spencer også er i familie med Cece Drake, som også udgav sig for at være Charlotte Dilaurentis.
Det sidste afsnit af serien varer 1,5 time, hvori man finder ud af en masse løse tråde fra tidligere. 
Vi ser at Allison og Emily er dybt forelsket og bor sammen med deres to små tvillinger.
Samtidig bliver Spencer og Ezra kidnappet, og sat i små underjordiske rum. Det er ført til at Ezra ikke dukkede op til sit eget bryllup, og Aria troede derfor at han var rejst. 
Det hele ændrede sig da en mand bankede på Ezras dør, mens Aria og alle hendes venner sad der inde. Han sagde at Ezra havde booket en luftballontur på bryllupsdagen, hvilket var mærkeligt da de troede at han havde skiftet mening om brylluppet.
Samtidig havde Jenna ringet til Toby, hvor hun sagde at hun havde mistanke om, at der var en der udgav sig for at være Spencer.
Samtidig fik Spencer forklaret af sin tvillingesøster, som havde desperat brug for at nogen elskede hende, og udgav sig derfor for at være Spencer, mens den rigtige Spencer var låst inde, hele hendes historie og hvorfor hun startede med at ødelægge vennernes og hendes liv. Dette har hendes biologiske mor Mary Drake hjulpet med, og Spencer er derfor blevet forrådt, selvom hun fortæller at hun stadig elsker hende. 
Man finder derfor ud af at AD, som er en ny version af A, var Spencers onde tvillingesøster fra England ved navn Alex Drake.
Serien slutter med at Spencer og Ezra prøver at flygte, men kommer ud til hvad de troede var udendørs men var en underjordisk forestilling af et hus i en skov. Samtidig regner vennerne Hanna, Aria, Emily, Toby, Caleb og Mona ud hvor de er, og skynder sig derfor ned til det hus Toby havde bygget for mange år siden, og finder en indgang til A's hemmelige sted. De formår at redde Spencer og Ezra, og Alex bliver taget væk. 
Senere ser vi Mona i Frankrig som arbejder i en dukkebutik, hvor hun i kælderen har Alex- Og Mary Drake indespærret ligesom A har haft pigerne indespærret.
Til sidst i episoden ser vi det nye kuld, som minder identisk om Allison og hendes venner den nat Allison forsvandt. Det præcis samme skete med de nye elever på skolen, som Allison og Emily underviste.